# Блокзийл, Роберт
Роберт «Роб» Блокзийл (англ. Robert «Rob» Blokzijl; 21 октября 1943, Амстердам — 1 декабря 2015, Roggel, Лимбург) — голландский профессор, учёный в области физики, информатики и компьютерных систем. Известен как создатель и руководителей RIPE NCC — регионального центра интернет-регистраторов в Европе, Ближнем Востоке и Центральной Азии.

## Биография
В 1970 году окончил Амстердамский университет. В 1977 году получил там же докторскую степень в области экспериментальной физики. Работал в Национальном институте субатомной физики (NIKHEF) в Нидерландах. Участвовал в организации компьютерных сетей, необходимых для обработки и координации исследований в области физики элементарных частиц. Внёс большую вклад в организацию IP-сети в Европе в начале 1980-х годов. В 1989 году становится одним из основателей первого в мире регионального интернет-регистратора RIPE NCC, который он возглавлял вплоть до 2013 года. Умер в своем доме в Нидерландах, 1 декабря 2015 года.

## Награды
- Офицер ордена Оранских-Нассау
- Премия Дж. Б.Постела (2010)